# Османие
Османие (на турски: Osmaniye) е град в Южна Турция, административен център на едноименния вилает Османие. Град Османие е с население от 173 977 жители (2000 г.) и площ от 974 км². Пощенският му код е 80 000, а телефонният 328. Намира се на 25 км от средиземноморското крайбрежие.